# Rejon dykański
Rejon dykański – jednostka administracyjna w składzie obwodu połtawskiego Ukrainy.
Powstał w 1923. Ma powierzchnię 700 km² i liczy około 22 tysięcy mieszkańców. Siedzibą władz rejonu jest Dykańka.
W skład rejonu wchodzą 1 osiedlowa rada oraz 10 silskich rad, obejmujących 57 wsi i 1 osadę.